# غلمكان (تشناران)
غلمكان (بالفارسية: گلمکان) هي قرية تقع في قسم غلمكان الريفي (مقاطعة تشناران) في إيران. يقدر عدد سكانها بـ 6,413 نسمة .